# Гол 2: Жизнь как мечта
«Гол 2: Жизнь как мечта́» (англ. Goal II: Living the Dream) — фильм в жанре спортивной драмы режиссёра Жауме Кольет-Серры, снятый в 2007 году. Второй фильм из трилогии «Гол!».

## Сюжет
Сантьяго Муньес, вчерашний игрок английского «Ньюкасл Юнайтед», переходит в состав одного из самых известных футбольных клубов — «Реал Мадрид», где ему предстоит играть плечом к плечу с такими звёздами мирового футбола, как Дэвид Бекхэм, Рауль, Роберто Карлос, Роналдо и Зинедин Зидан. Главный герой переживает период звёздной болезни и совершенно забывает о тех, кто ему дорог. Он увлечён красивой жизнью, что негативно сказывается на его игре. В конце фильма они выигрывают Лигу чемпионов, отыгравшись в финале от голов Тьерри Анри и Ти Джея Харпера (игроков лондонского «Арсенала»).

## В ролях
| Актёр             | Роль               |
| ----------------- | ------------------ |
| Куно Беккер       | Сантьяго Муньес    |
| Рутгер Хауэр      | Руди ван дер Мерве |
| Стивен Диллэйн    | Глен Фой           |
| Алессандро Нивола | Гевин Харрис       |
| Анна Фрил         | Роз Хармисон       |
| Мириам Колон      | бабушка            |
| Зинедин Зидан     | камео              |
| Дэвид Бекхэм      | камео              |
| Роналдо           | камео              |
| Икер Касильяс     | камео              |
| Роберто Карлос    | камео              |
| Кармело Гомес     | Бурручага          |